# 栃木市足球會
栃木市足球俱樂部 (日语：栃木シティフットボールクラブ)，通常簡稱為栃木市（栃木シティ，Tochigi Shiti Efushi），是一家位於日本栃木縣栃木市的足球俱樂部。該俱樂部目前參加第三級別的J3聯賽，並於2024年日本足球聯賽升級自日本足球聯賽。

## 名稱由來
2006年，栃木市足球俱樂部採用了「Uva」作為暱稱，該詞在義大利語、葡萄牙語和西班牙語中意為「葡萄」。葡萄是栃木縣大平町的特產，該地也是栃木縣日立工廠的所在地。

## 歷史
該俱樂部成立於1947年，最初名為「日立栃木足球俱樂部」，是當地日立製作所分支的企業隊。
2009賽季，該隊在關東足球聯賽中獲得亞軍，並通過2009年全日本地區足球推進聯賽系列升級至2010年日本足球聯賽。在參加JFL的首個賽季前，俱樂部去掉了名稱中的「日立」前綴，並將「Soccer」改為「Football」，以符合日本的普遍趨勢。從2019賽季起，俱樂部正式更名為栃木市。

### 升級至日本足球聯賽
2023年，栃木市在2023年日本地區足球冠軍聯賽的最後一天以4比0擊敗筑波FC，首次成為日本地區足球冠軍聯賽冠軍，並因在關東足球聯賽中排名第二而重返第四級別聯賽，距離更名為栃木Uva已有六年。

### 升級至J聯賽
2024年9月24日，栃木市正式宣布獲得J3俱樂部執照，該執照已獲得J聯賽董事會批准。
2024年11月17日，栃木市在2024年日本足球聯賽第29輪比賽中以6比0擊敗鈴鹿競技俱樂部，於栃木縣體育場完成本賽季最後一場主場比賽，首次奪得日本足球聯賽冠軍，並升級至J3聯賽，時隔11年重返第三級別聯賽。
2024年12月13日，栃木市正式宣布他們將於2025年2月16日迎戰SC相模原，這場比賽將是他們在2025年J3聯賽中的首場主場比賽。而他們的首場客場比賽則將於2025年2月24日對陣從J2降級的群馬草津溫泉隊.。此外，栃木市還將參加與栃木SC之間的「栃木德比」。

## 外部連結
- 官方网站
- 栃木Uva FC U-15 U-12足球學校 (存檔)